# Шукюров, Махир Агатеюб оглы
Махи́р Агатею́б оглы Шукю́ров (азерб. Mahir Ağateyyub oğlu Şükürov; 12 декабря 1982, Баку, Азербайджанская ССР, СССР) — азербайджанский футболист, защитник, выступал за сборную Азербайджана.

## Клубная карьера
Защищал также цвета клубов «Гянджларбирлийи», «Карван» (Евлах), «Нефтчи» (Баку), «Олимпик» (Баку), «Хазар-Ленкорань», а также турецкого клуба «Антальяспор». После чего он перешёл в клуб «Анжи», сыграл 20 матчей. После ухода из клуба футболист заявил: «Я не очень слежу за играми „Анжи“. Зачем мне смотреть? „Анжи“ сейчас покупает матчи, а потом радуется победам. По другому они побеждать не могут».
В 2009 выступал за клуб азербайджанской премьер-лиги «Интер» (Баку). В команде играл под № 23.
В 2011—2012 играл за клуб «Габала», который является восьмым азербайджанским клубом в карьере футболиста.

## Сборная Азербайджана

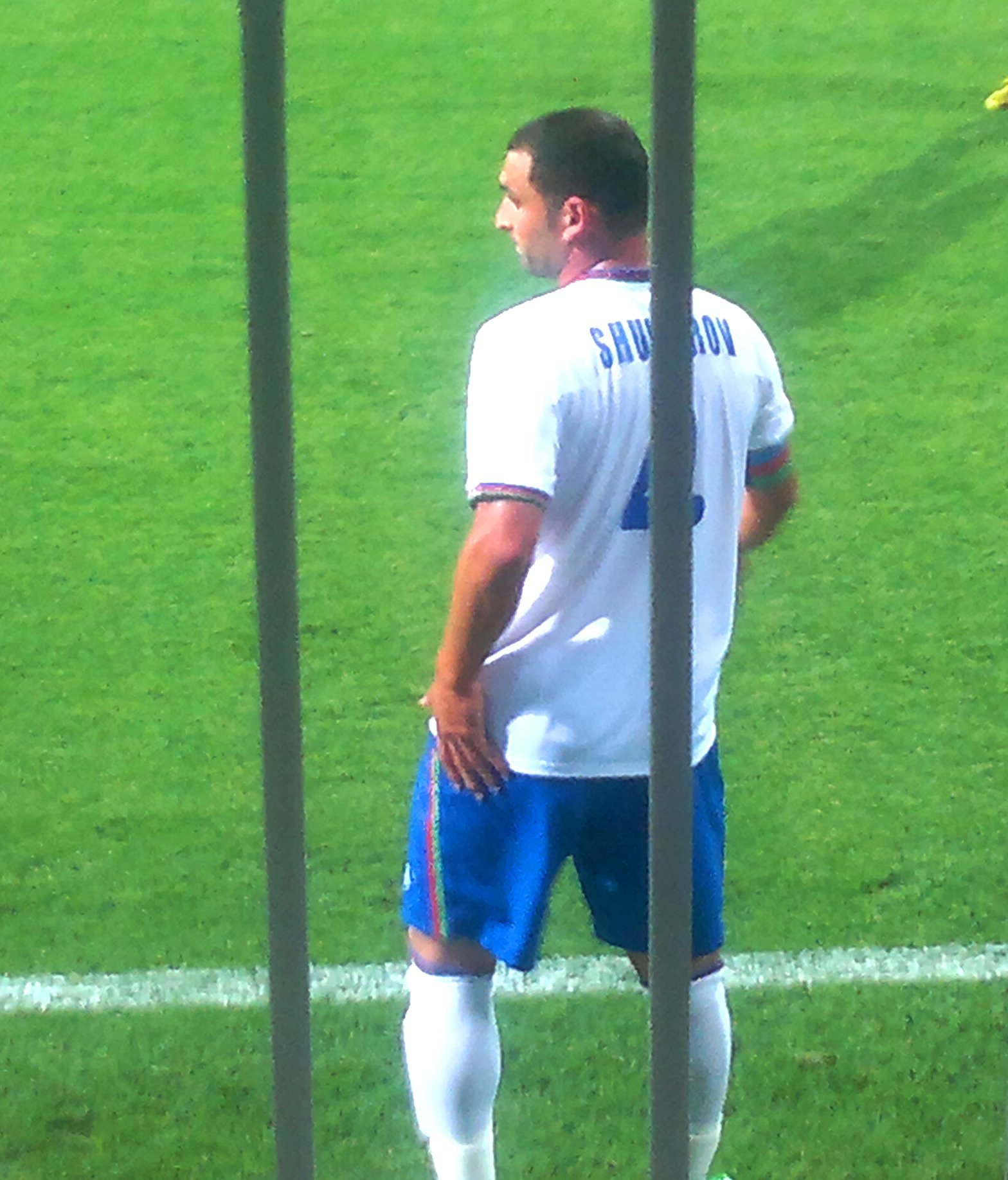
Шукюров в составе сборной Азербайджана в матче против сборной Мальты. Баку, 14 августа 2013

Дебютировал в составе национальной сборной Азербайджана 8 сентября 2004 года в Вене во время отборочного матча чемпионата мира 2006 года со сборной Австрии. 9 апреля 2011 года временно отказался играть за сборную.
11 октября 2011 года после матча с Турцией в крови Шукюрова был обнаружен допинг.

## Достижения
- 2005 — бронзовый медалист чемпионата Азербайджана сезона 2004/05 в составе клуба «Карван» (Евлах).
- 2006 — серебряный медалист чемпионата Азербайджана сезона 2005/06 в составе клуба «Карван» (Евлах).
- 2007 — серебряный медалист чемпионата Азербайджана сезона 2006/07 в составе клуба «Нефтчи» (Баку).
- 2008 — серебряный медалист чемпионата Азербайджана сезона 2007/08 в составе клуба «Олимпик» (Баку).
- 2013 — чемпион Азербайджана сезона 2012/13 в составе клуба «Нефтчи» (Баку).
- 2013 — обладатель Кубка Азербайджана сезона 2012/13 в составе клуба «Нефтчи» (Баку).